# Ulukale
Ulukale ist ein Dorf im Landkreis Çemişgezek der türkischen Provinz Tunceli. Im Jahre 2011 lebten in Ulukale 370 Menschen.